# Šventoji
Šventoji (ryska: Швентойи) är en ort i Litauen.   Den ligger i kommunen Palanga och länet Klaipėda län, i den västra delen av landet, 300 km nordväst om huvudstaden Vilnius. Antalet invånare är 2 000.
Terrängen runt Šventoji är mycket platt. Havet är nära Šventoji västerut. Runt Šventoji är det ganska tätbefolkat, med 52 invånare per kvadratkilometer. Närmaste större samhälle är Palanga, 12,9 km söder om Šventoji. I omgivningarna runt Šventoji växer i huvudsak blandskog.